# Fiction de détective

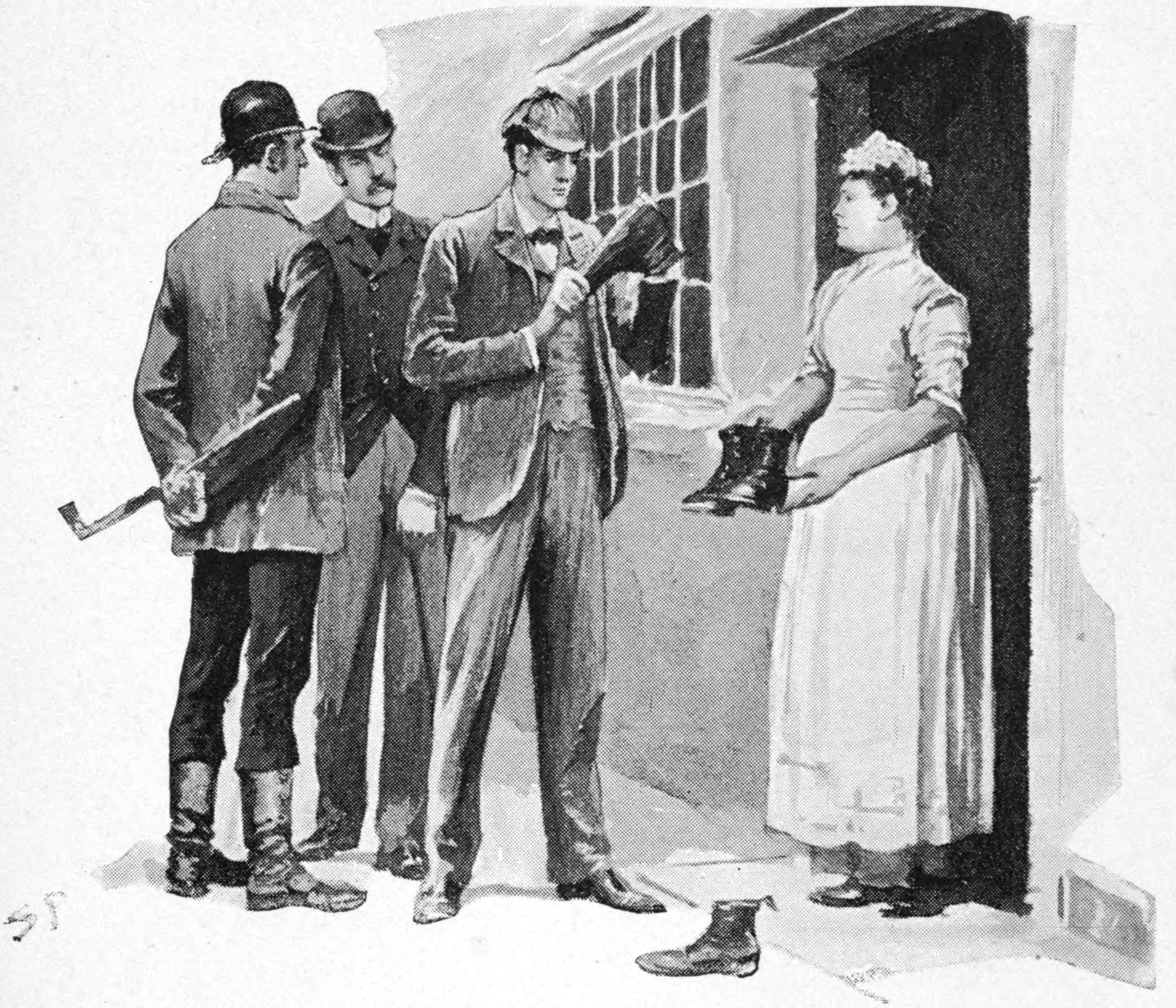
Le détective consultant Sherlock Holmes examine les bottes d'un suspect dans une illustration de l'histoire The Boscombe Valley Mystery (1891).

La fiction de détective est un genre apparenté au roman policier et au roman à énigme dans lequel un enquêteur ou un détective — qu'il soit professionnel, amateur ou retraité — enquête sur un crime, souvent un meurtre. Le genre policier apparaît à peu près en même temps que la fiction spéculative et d'autres genres de fiction, au milieu du XIXe siècle, et est resté extrêmement populaire, en particulier dans les romans. Parmi les héros les plus célèbres de la fiction policière figurent Auguste Dupin, Sherlock Holmes, Kogoro Akechi et Hercule Poirot. Les histoires pour enfants mettant en scène les Frères Hardy, Nancy Drew et les Boxcar Children sont également restées imprimées pendant plusieurs décennies. 

## Histoire
Certains chercheurs, comme R. H. Pfeiffer, suggèrent que la plupart des textes anciens et religieux présentent des similitudes avec ce que l'on appellera plus tard le roman policier. Dans l'histoire de Suzanne et les Vieillards de l'Ancien Testament (la Bible situe cette histoire dans les apocryphes), le récit de deux témoins s'effondre lorsque Daniel les contre-interroge. En réponse, l'auteur Julian Symons soutient que « ceux qui cherchent des fragments de détection dans la Bible et Hérodote ne cherchent que des énigmes » et que ces énigmes ne sont pas des histoires policières. Dans la pièce Œdipe roi du dramaturge grec Sophocle, Œdipe enquête sur le meurtre non résolu du roi Laïus et découvre la vérité après avoir interrogé plusieurs témoins, à savoir qu'il est lui-même le coupable. Bien que « l'enquête d'Œdipe soit basée sur des méthodes surnaturelles et pré-rationnelles qui sont évidentes dans la plupart des récits de crime jusqu'au développement de la pensée des Lumières aux XVIIe et XVIIIe siècles », ce récit possède « toutes les caractéristiques centrales et les éléments formels du roman policier, y compris un mystère entourant un meurtre, un cercle fermé de suspects et la découverte progressive d'un passé caché ».

## Auteurs notables

### Agatha Christie
Agatha Christie n'est pas seulement l'écrivaine le plus célèbre du décalogue de Knox (l'âge d'or de la fiction de détective), elle est aussi considérée comme l'une des auteures les plus célèbres de tous les genres de tous les temps. Au moment de son décès en 1976, « elle était la romancière la plus vendue de l'histoire ».
Un grand nombre des livres les plus populaires du décalogue sont écrits par Agatha Christie. Elle a produit de longues séries de livres mettant en scène des personnages de détectives comme Hercule Poirot et Miss Marple, entre autres. Son succès est dû au fait qu'elle a basé ses histoires sur des énigmes complexes, « combinées à des personnages stéréotypés et à des décors pittoresques de la classe moyenne ». Les œuvres les plus connues de Christie comprennent Le Crime de l'Orient-Express (1934), Mort sur le Nil (1937), Trois souris aveugles (1950) et Dix Petits Nègres (1939).

## Sous-genres

### Hardboiled
Le hardboiled (ou hard-boiled, littéralement « dur à cuire ») est un sous-genre littéraire de la fiction de détective d'origine américaine, dont l'âge d'or commence au début des années 1920 et se prolonge jusqu'aux années 1950. Il partage en particulier une grande partie de ses thèmes, personnages et décors avec le roman noir, dont il est le précurseur et avec lequel il se mélange et se confond parfois aujourd'hui.
Le protagoniste typique du genre est un détective privé, un homme solitaire qui évolue dans l'espace urbain désincarné des villes nouvelles, où il lutte contre la violence du crime organisé qui a prospéré pendant la prohibition américaine et la Grande Dépression, tout en faisant face à un système juridique devenu aussi corrompu que le crime organisé lui-même. Rendus cyniques par cette violence et soumis aux nombreuses inégalités de l'époque, les détectives du genre sont souvent des antihéros. Les personnages les plus connus de cet univers sont les détectives Philip Marlowe, Mike Hammer, Sam Spade, Lew Archer ou encore le rude Continental Op, détective privé salarié de la branche de San Francisco de la Continental Detective Agency.